# Катарина Шубић
Катарина Шубић (умрла пре 5. марта 1358) је била војвоткиња Легњица и Бжега.

## Биографија
Катарина је била ћерка хрватског бана Младена III Шубића и Јелене, ћерке српског краља Стефана Дечанског. Припадала је хрватској великашкој породици Шубић. Преко оца, била је у сродству са Твртком I Котроманићем, првим краљем Босне. Катарина се удала за Болеслава III, војводу Легњица и Бжега, 1326. године. Четири године раније, Болеславу је умрла прва жена, Маргарета Чешка. Након абдикације мужа 1342. године, Катарина се са њим вратила у Бжег, где је остала до Болеславове смрти десет година касније (21. април 1352. године). Болеслав је супрузи оставио у наследству титулу војвоткиње Бжега и Легњица. Ово је други документовани случај да неки владар династије Пјаст остави својој супрузи земље у наслеђе. Пре Катарине, ту част имала је Саломеја од Берга, супруга Болеслава III Пјаста, који је умро 1138. године. Право је Катарина могла изгубити на два начина: уколико се поново уда или уколико се замонаши. Катарина је владала још шест година. Умрла је 1358. године, након чега су је наследили Болеславови синови Венцеслав и Луј.